# Терзієв Олексій Михайлович
Олексій Михайлович Терзієв-Царуков (фр. Alexis Terzieff; нар. 29 березня 1949, Київ, УРСР, СРСР — пом. 10 жовтня 2015, Париж, Франція) — радянський і французький кінооператор, сценарист[джерело?], фотохудожник.

## Життєпис
Олексій Терзієв народився 29 березня 1949 року в Києві. У 1971 році закінчив операторський факультет Київського державного інституту театрального мистецтва імені І.К. Карпенка-Карого та почав працювати оператором на Київській кіностудії художніх фільмів імені О.Довженка.
З 1978 року мешкав у Парижі Франція.
Перша персональна виставка картин під назвою «Cosmological Poetry / Космологічна поезія» відкрилася у 1979 році в Мюнхені, Німеччина, у галереї Українського вільного університету. 
З 1983 по 1985 роки проходили його виставки у художніх галереях у Сан-Франциско: «Художня галерея у Сан-Франциско», «Галерея Імаґо», «Art Gallery and Vorpal Gallery». У 1986 році його персональна виставка відкрилася в галереї «Focus» у Лозанні, Швейцарія. З 1985 по 1999 рік його персональна виставка проходила у Галереї Ліліан Франсуа в Парижі.
Виставлявся в художніх галереях Німеччини, Франції, США, Швейцарії, Нідерландів, Італії.
Його світлини увійшли до фотовиставки «Параджанов. Дотик».
Займався фігуративним живописом, створив кілька сотень художніх листівок. Окремі твори Олексія Терзієва увійшли до колекцій музеїв мистецтв. 
Помер 10 жовтня 2015 року в Парижі.

## Фільмографія
Кінооператор
- 1971 — «Осяяння», режисер: Володимир Денисенко
- 1973 — «Вогонь», режисер: Юрій Лисенко[5]
- 1974 — «Біле коло», режисер: Юрій Лисенко[6]
- 1975 — «Ральфе, здрастуй!», кіноальманах, новела «Чіп», режисер: В'ячеслав Криштофович[7]
- 1977 — «Запрошення до танцю» у співавторстві, режисер: Володимир Савельєв